# Figueirão
Figueirão, amtlich Município de Figueirão, ist eine Stadt im brasilianischen Bundesstaat Mato Grosso do Sul in der Mesoregion Central-Nord in der Mikroregion Alto Taquari.

## Geografie

### Lage
Die Stadt liegt 248 km von der Hauptstadt des Bundesstaates (Campo Grande) und 819 km von der Landeshauptstadt (Brasília) entfernt. Nachbarstädte sind Alcinópolis, Camapuã, Costa Rica (Mato Grosso do Sul) und Coxim.

### Gewässer
Die Stadt steht unter dem Einfluss des Rio Paraná, der zum Flusssystem des Río de la Plata gehört.
Die wichtigsten Flüsse sind:
- Rio Jauru:  rechter Nebenfluss des Rio Coxim
- Rio Figueirão: linker Nebenfluss des Rio Jauru

### Vegetation
Das Gebiet ist ein Teil der Cerrados (Savanne Zentralbrasiliens).

### Klima
In der Stadt herrscht tropisches Klimas (Aw). Die durchschnittliche Temperatur liegen zwischen 20 und 24 °C. Es fällt zwischen 1000 und 1500 mm Niederschlag jährlich mit drei bis fünf Monaten Trockenzeit.

## Verkehr
Die Landesstraßen MS-223 und MS-436 führen durch die Stadt.

## Wirtschaft
Haupterwerbszweige sind Landwirtschaft und Viehzucht.

## Durchschnittseinkommen und HDI
Das Durchschnittseinkommen lag 2011 bei 19.037 Real, der Index der menschlichen Entwicklung (HDI) bei 0,660.